# Marcel Reding
Marcel Reding (* 19. Januar 1914 in Mecher (Luxemburg); † 27. Mai 1993 in Berlin) war ein deutscher katholischer Theologe und Priester.

## Leben und Werk
Marcel Reding studierte von 1935 bis 1940 Theologie am Priesterseminar in Luxemburg.  1940 wurde er zum Priester geweiht und setzte sein Studium in Freiburg (Breisgau) und seit 1942 in Tübingen fort. Hier promovierte er 1943 mit der Arbeit „Metaphysik der sittlichen Werte“ (gedruckt 1949). Nach weiteren Studien an der Sorbonne und der Promotion zum Dr. phil. nach luxemburgischem Recht habilitierte er sich 1946 bei Theodor Steinbüchel in Tübingen.
Seit 1952 wirkte er als Professor für Moraltheologie in Graz. Er war 1956 Begründer des Seminars für Katholische Theologie innerhalb der philosophischen Fakultät der Freien Universität Berlin.
Wissenschaftliche Schwerpunkte Marcel Redings lagen im Bereich der Ethik des Sozialen und Politischen, des Marxismus und des Atheismus. Marcel Reding brachte Karl Marx und Thomas von Aquin über Aristoteles öffentlichkeitswirksam miteinander in Beziehung. „1952 vertrat er die These, daß der Atheismus nicht zwangsläufig zum Marxismus gehöre, sondern sich aus der neuzeitlichen Religionskritik und dem Sozialkampf entwickelt habe. […] Diese Auffassung erwirkte ihm zu Weihnachten 1955 eine Einladung der sowjetischen Regierung.“ Marcel Reding vertrat im Dialog mit der evangelischen Theologie eine relative Autonomie der natürlichen Sittlichkeit.
Er war der Onkel von Viviane Reding.